# Ailano
Ailano község (comune) Olaszország Campania régiójában, Caserta megyében.

## Fekvése
A megye északkeleti részén fekszik, Nápolytól 60 km-re északra, Casertától 35 km-re északnyugatra. Határai: Prata Sannita, Pratella, Raviscanina és Vairano Patenora.

## Története
Egy ókori szamnisz település, a Villa Aebutiana helyén alakult ki a kora középkorban. Az erődítményét, amelyet a korai dokumentumok Aylanum név alatt említenek, a normannok építették. Első temploma és kolostora (Santa Maria in Cingla) 718-ban épült és a Monte Cassinó-i bencés apátság fennhatósága alá tartozott. 1230-ban a települést II. Frigyes elhódította a pápai államtól és feudális birtokká tette, amelyet 1806-ban számoltak fel, amikor az település önállóvá vált. A községhez tartozó Acqua Solfurea településen gyógyvízforrások találhatók, amelyeket elsősorban bőrgyógyászati célokra használnak.

## Népessége
A népesség számának alakulása:

## Főbb látnivalói
- Palazzo Baronale (bárói palota)
- Sant’Antonio da Padova-templom
- San Giovanni Apostolo Evangelista-templom
- Santissima Annunziata-templom
- Santa Marta-kápolna